# Folke Andersson (sångare)
Folke Andersson, född 16 december 1892 i Eskilstuna, död 16 juni 1988 i Hälleforsnäs, var en svensk opera- och konsertsångare (tenor).

## Biografi
Som ung arbetade Folke Andersson på fabrik hemma i Eskilstuna. Det upptäcktes att han hade en stor röstbegåvning, och sångundervisning för Thekla Hofer och Torsten Lennartsson ordnades. Detta ledde vidare till studier vid Operans operaskola under åren 1919–1921.
Andersson scendebuterade 1921 som greve Almaviva i Barberaren i Sevilla vid Operan, och var verksam där till 1924. Han sjöng sedan operett vid Oscarsteatern och Stora teatern i Göteborg. Han var även verksam som konsertsångare och kyrkosångare ända in på 1980-talet, då han var över 90 år gammal.
Hans mest berömda skivinspelning är Finns endast i din trädgård en blomma (1932) ur Ökensången av Sigmund Romberg.
På sin 80-årsdag, den 16 december 1972, medverkade Folke Andersson i TV-programmet Hylands hörna.

## Scenroller i urval
| År   | Roll       | Produktion                                                                   | Regi              | Teater        |
| ---- | ---------- | ---------------------------------------------------------------------------- | ----------------- | ------------- |
| 1932 | Sid el Kar | Ökensången Oscar Hammerstein, Otto Harbach, Frank Mandel och Sigmund Romberg | Nils Johannisson  | Oscarsteatern |
| 1933 |            | Nymånen Oscar Hammerstein, Laurence Schwab, Frank Mandel och Sigmund Romberg | Harry Stangenberg | Oscarsteatern |
| 1933 | Laredo     | De tre musketörerna Rudolf Schantzer, Ernst Welisch och Ralph Benatzky       | Nils Johannisson  | Oscarsteatern |
| 1936 | Sid el Kar | Ökensången Oscar Hammerstein, Otto Harbach, Frank Mandel och Sigmund Romberg | Karl Kinch        | Oscarsteatern |

## Inspelningar (urval)
- 78-varvsinspelningar förtecknade på Discogs
- Folke Andersson – Folkets sångare. LP-skiva utgiven i början av 1980-talet av skivbolaget Fermat (FLPS 42) med 13 inspelningar från åren 1928-1938.